# ريتشارد س. خان
ريتشارد س. خان (بالإنجليزية: Richard C. Kahn)‏ هو كاتب سيناريو ومخرج أمريكي، ولد في 26 يناير 1897، وتوفي في 28 يناير 1960.

## وصلات خارجية
- ريتشارد س. خان على موقع IMDb (الإنجليزية)
- ريتشارد س. خان على موقع قاعدة بيانات الفيلم (الإنجليزية)